# RFL Championship 1970-71
El Championship de 1970-71 fue la 76.º edición del torneo de rugby league más importante de Inglaterra.

## Formato
Los equipos se enfrentaron en formato de todos contra todos, los primeros 16 equipos clasificaron a postemporada.
Se otorgaron 2 puntos por cada victoria, 1 por el empate y 0 por la derrota.

## Desarrollo

### Tabla de posiciones
| Pos. | Equipo               | Encuentros | Encuentros | Encuentros | Encuentros | Puntos |
| Pos. | Equipo               | PJ         | PG         | PE         | PP         | Puntos |
| ---- | -------------------- | ---------- | ---------- | ---------- | ---------- | ------ |
| 1    | Wigan Warriors       | 34         | 30         | 0          | 4          | 60     |
| 2    | St Helens RFC        | 34         | 29         | 0          | 5          | 58     |
| 3    | Leeds Rhinos         | 34         | 28         | 0          | 6          | 56     |
| 4    | Leigh Centurions     | 34         | 26         | 0          | 8          | 52     |
| 5    | Wakefield Trinity    | 34         | 24         | 1          | 9          | 49     |
| 6    | Keighley Cougars     | 34         | 21         | 0          | 13         | 42     |
| 7    | Salford Red Devils   | 34         | 20         | 1          | 13         | 41     |
| 8    | Hull FC              | 34         | 20         | 1          | 13         | 41     |
| 9    | Workington Town      | 34         | 20         | 1          | 13         | 41     |
| 10   | Halifax RLFC         | 34         | 20         | 0          | 14         | 40     |
| 11   | Dewsbury Rams        | 34         | 17         | 3          | 14         | 37     |
| 12   | Castleford Tigers    | 34         | 18         | 0          | 16         | 36     |
| 13   | Hull Kingston Rovers | 34         | 18         | 0          | 16         | 36     |
| 14   | Batley Bulldogs      | 34         | 16         | 2          | 16         | 34     |
| 15   | Huddersfield Giants  | 34         | 16         | 2          | 16         | 34     |
| 16   | Oldham RLFC          | 34         | 12         | 7          | 15         | 31     |
| 17   | Bramley RLFC         | 34         | 15         | 1          | 18         | 31     |
| 18   | Widnes Vikings       | 34         | 14         | 2          | 18         | 30     |
| 19   | York FC              | 34         | 14         | 1          | 19         | 29     |
| 20   | Featherstone Rovers  | 34         | 14         | 1          | 19         | 29     |
| 21   | Barrow Raiders       | 34         | 14         | 0          | 20         | 28     |
| 22   | Warrington Wolves    | 34         | 13         | 2          | 19         | 28     |
| 23   | Swinton Lions        | 34         | 13         | 0          | 21         | 26     |
| 24   | Liverpool Stanley    | 34         | 11         | 2          | 21         | 24     |
| 25   | Rochdale Hornets     | 34         | 9          | 3          | 22         | 21     |
| 26   | Blackpool Borough    | 34         | 10         | 1          | 23         | 21     |
| 27   | Bradford Northern    | 34         | 8          | 2          | 24         | 18     |
| 28   | Doncaster RLFC       | 34         | 7          | 3          | 24         | 17     |
| 29   | Whitehaven RLFC      | 34         | 8          | 1          | 25         | 17     |
| 30   | Hunslet FC           | 34         | 6          | 1          | 27         | 13     |

|  | Clasificados a postemporada. |

### Postemporada

#### Octavos de final
| 1971 | Hull | 14 - 3 | Workington Town |  |  |

| 1971 | Dewsbury | 20 - 7 | Keighley |  |  |

| 1971 | Leeds | 28 - 0 | Batley |  |  |

| 1971 | Leigh | 10 - 5 | Hull KR |  |  |

| 1971 | Salford | 33 - 3 | Halifax |  |  |

| 1971 | St. Helens | 28 - 5 | Huddersfield |  |  |

| 1971 | Wakefield | 10 - 4 | Castleford |  |  |

| 1971 | Wigan | 12 - 7 | Oldham |  |  |

#### Cuartos de final
| 1971 | Leeds | 37 - 22 | Salford |  |  |

| 1971 | Wakefield | 8 - 5 | Leigh |  |  |

| 1971 | St. Helens | 30 - 5 | Hull |  |  |

| 1971 | Wigan | 36 - 12 | Dewsbury |  |  |

#### Semifinal
| 1971 | St. Helens | 22 - 7 | Leeds |  |  |

| 1971 | Wigan | 49 - 15 | Wakefield |  |  |

#### Final
| 22 de mayo de 1972 | St Helens RFC | 16 - 12 | Wigan Warriors | Station Road, Swinton |  |

| Bandera de Inglaterra |
| Campeón St Helens RFC |
| Sexto título          |